# Grzegorz Nowak
Grzegorz Nowak (Poznań, Polonia, 15 de agosto de 1951) es un director de orquesta polaco, director del Gran Teatro de Varsovia y de la Edmonton Symphony Orchestra. Ganó el primer premio en el Concurso Internacional de música de Ginebra en el año 1984.
Es el principal director asociado de la Royal Philharmonic Orchestra de Londres.